# یو جه وون
یو جه وون (انگلیسی: 유제원) کارگردان تلویزیونی اهل کره جنوبی است. وی از سال ۲۰۰۷ میلادی تاکنون مشغول فعالیت بوده است. او به خاطر کارگردانی مجموعه‌های تلویزیونی پادشاه دبیرستان، اوه روح من، ابیس، سلام خداحافظ مامان!، دهکده ساحلی چاچاچا و دوره فشرده عاشقانه شناخته می‌شود.